# Nom de code : Horizon
Nom De Code : Horizon est un épisode de la série télévisée Stargate Atlantis. C'est le 20e et dernier épisode de la saison 3 et le 60e épisode de la série.

## Scénario
Alors que Jennifer Keller, nouvelle médecin en chef, demande à Elizabeth Weir de se faire muter à cause de son nouveau poste trop stressant, les habitants d'Atlantis apprennent que les Asurans, sont en train de se développer à une vitesse impressionnante. Les forces terriennes décident alors d'envoyer un frappe préventive pour les neutraliser à l'aide d'une nouvelle arme nucléaire nommé Horizon. Cependant, Sheppard et Weir ne croient pas qu'ils vont attaquer Atlantis mais la Terre, car les Asurans connaissent son adresse. Sheppard, McKay et Zelenka doivent participer à l'opération.
Cette dernière a lieu, et Rodney confirme que selon les résultats elle a parfaitement réussie. Cependant un vaisseau inconnu émerge de l'hyperespace et se met en orbite de la planète d'Atlantis. C'est en fait un petit appareil construit autour d'une porte des étoiles qui s'active aussitôt. Un immense rayon d'une puissance gigantesque en sort et fonce droit sur Atlantis. La porte est protégée par un bouclier alimenté en permanence par le rayon et ne peut pas être détruite. Ils comprennent vite qu'il s'agit d'une contre-attaque des Asurans. Il leur reste 29 heures avant que le bouclier ne cède, le vortex de la porte qui envoie le rayon restera ouvert de façon illimitée, et de plus la leur est inutilisable tant que celle en orbite est active.
Weir confie à Teyla qu'elle pense démissionner, car elle n'a pas son mot à dire. Cependant McKay comprend que si Atlantis s'immerge dans l'eau de nouveau (comme elle l'était dans Une nouvelle ère) elle pourra tenir plus longtemps. L'opération réussit mais McKay se rend compte qu'en fait cela décuple le pouvoir du rayon, et déclare qu'il n'a plus de solution. Cependant Sheppard et McKay ont tous deux la même idée au même moment : faire décoller la cité. Un astéroïde est dévié pour passer à travers le rayon afin de le bloquer pendant un court moment tandis que McKay trouve la nouvelle planète pour Atlantis : M2-578. C'est Sheppard qui pilotera la cité.
Alors que la cité manque d'énergie pour décoller, Weir décide de désactiver momentanément le bouclier afin de pouvoir continuer le vol. Ils ne parviennent pas à le réactiver au bon moment et la salle de contrôle où se trouvent McKay, Teyla, Ronon et Weir est touchée de plein fouet. De son côté Sheppard réussit et Atlantis arrive dans l'espace et entre en hyperespace. Il rejoint la salle de contrôle pour apprendre que Weir a été grièvement blessée. Ses trois autres compagnons vont bien. Soudain la cité sort de l'hyperespace, et Atlantis dérive au milieu de l'espace, avec seulement 24 heures d'autonomie.

## Production
C'est dans cet épisode que Jennifer Keller, qui devient un personnage régulier la saison suivante, apparaît pour la première fois. Et c'est dans cet épisode que Torri Higginson, alias le Dr Weir personnage jusque-là régulier devient personnage récurrent.